# 36e Match des étoiles de la Ligue nationale de hockey
Match précédent Match suivant
Le 36e Match des étoiles de la Ligue nationale de hockey a eu lieu le 31 janvier 1984 dans la patinoire des Devils du New Jersey : la Brendan Byrne Arena devant 18939 spectateurs.

## Joueurs sélectionnés
À 18 ans, 8 mois et 22 jours, Steve Yzerman est le plus jeune joueur à évoluer dans un Match des étoiles.
Don Maloney joueur des Rangers de New York est élu pour sa première participation MVP du tournoi avec un but et trois mentions d'assistance
Conférence Prince de Galles
- Barry Pederson - Bruins de Boston
- Brian Propp - Flyers de Philadelphie
- Don Maloney - Rangers de New York
- Glenn Resch - Devils du New Jersey
- Joe Cirella - Devils du New Jersey
- Mark Johnson - Whalers de Hartford
- Mats Näslund - Canadiens de Montréal
- Mike Bullard - Penguins de Pittsburgh
- Pete Peeters - Bruins de Boston
- Pierre Larouche - Rangers de New York
- Ray Bourque - Bruins de Boston
- Rick Middleton - Bruins de Boston
- Rod Langway - Capitals de Washington
- Tim Kerr - Flyers de Philadelphie
- Peter Šťastný - Nordiques de Québec

Conférence Campbell
- Bernie Nicholls - Kings de Los Angeles
- Brad Maxwell - North Stars du Minnesota
- Brian Bellows - North Stars du Minnesota
- Charlie Simmer - Kings de Los Angeles
- Darcy Rota - Canucks de Vancouver
- Dave Babych - Jets de Winnipeg
- Doug Wilson - Blackhawks de Chicago
- Glenn Anderson - Oilers d'Edmonton
- Grant Fuhr - Oilers d'Edmonton
- John Ogrodnick - Red Wings de Détroit
- Mark Messier - Oilers d'Edmonton
- Murray Bannerman - Blackhawks de Chicago
- Paul Coffey - Oilers d'Edmonton
- Rick Vaive - Maple Leafs de Toronto
- Rob Ramage - Blues de Saint-Louis
- Steve Yzerman - Red Wings de Détroit
- Wayne Gretzky - Oilers d'Edmonton

## Feuille de match
| No                                                                               | Score            | Équipe           | Buteur (Passeur(s))            | Temps            |                  |
| Première période                                                                 | Première période | Première période | Première période               | Première période | Première période |
| -------------------------------------------------------------------------------- | ---------------- | ---------------- | ------------------------------ | ---------------- | ---------------- |
| 1                                                                                | 1-0              | Prince de Galles | Cirella (Stastny)              | 8:51             |                  |
| 2                                                                                | 2-0              | Prince de Galles | Potvin (Kerr - Goulet)         | 9:30             |                  |
| 3                                                                                | 3-0              | Prince de Galles | Middleton (Pederson - Housley) | 14:49            |                  |
| 4                                                                                | 4-0              | Prince de Galles | Näslund (Maloney - Potvin)     | 16:40            |                  |
| 5                                                                                | 5-0              | Prince de Galles | Larouche (Johnson - Maloney)   | 17:14            |                  |
| Pénalité : Housley (Galles) accroché, 17:43.                                     |                  |                  |                                |                  |                  |
| Deuxième période                                                                 |                  |                  |                                |                  |                  |
| 6                                                                                | 5-1              | Campbell         | Savard (Vaive - Rota)          | 1:23             |                  |
| 7                                                                                | 5-2              | Campbell         | Rota (Vaive - Savard)          | 5:51             |                  |
| 8                                                                                | 5-3              | Campbell         | Ogrodnick (Yzerman)            | 6:42             |                  |
| 9                                                                                | 6-3              | Prince de Galles | Larouche (Maloney - Johnson)   | 17:34            |                  |
| Pénalité : Aucune                                                                |                  |                  |                                |                  |                  |
| Troisième période                                                                |                  |                  |                                |                  |                  |
| 10                                                                               | 7-3              | Prince de Galles | Maloney (Johnson - Cirella)    | 7:24             |                  |
| 11                                                                               | 7-4              | Campbell         | Babych (Ogrodnick)             | 8:11             |                  |
| 12                                                                               | 7-5              | Campbell         | Gretzky (Vaive - Simmer)       | 11:23            |                  |
| 13                                                                               | 7-6              | Campbell         | Bellows (Wilson)               | 17:37            |                  |
| Pénalité : Maxwell (Campbell) retenu, 9:04 ; Resch (Galles) interférence, 14:19. |                  |                  |                                |                  |                  |